# 马列主义共产主义组织—无产阶级道路

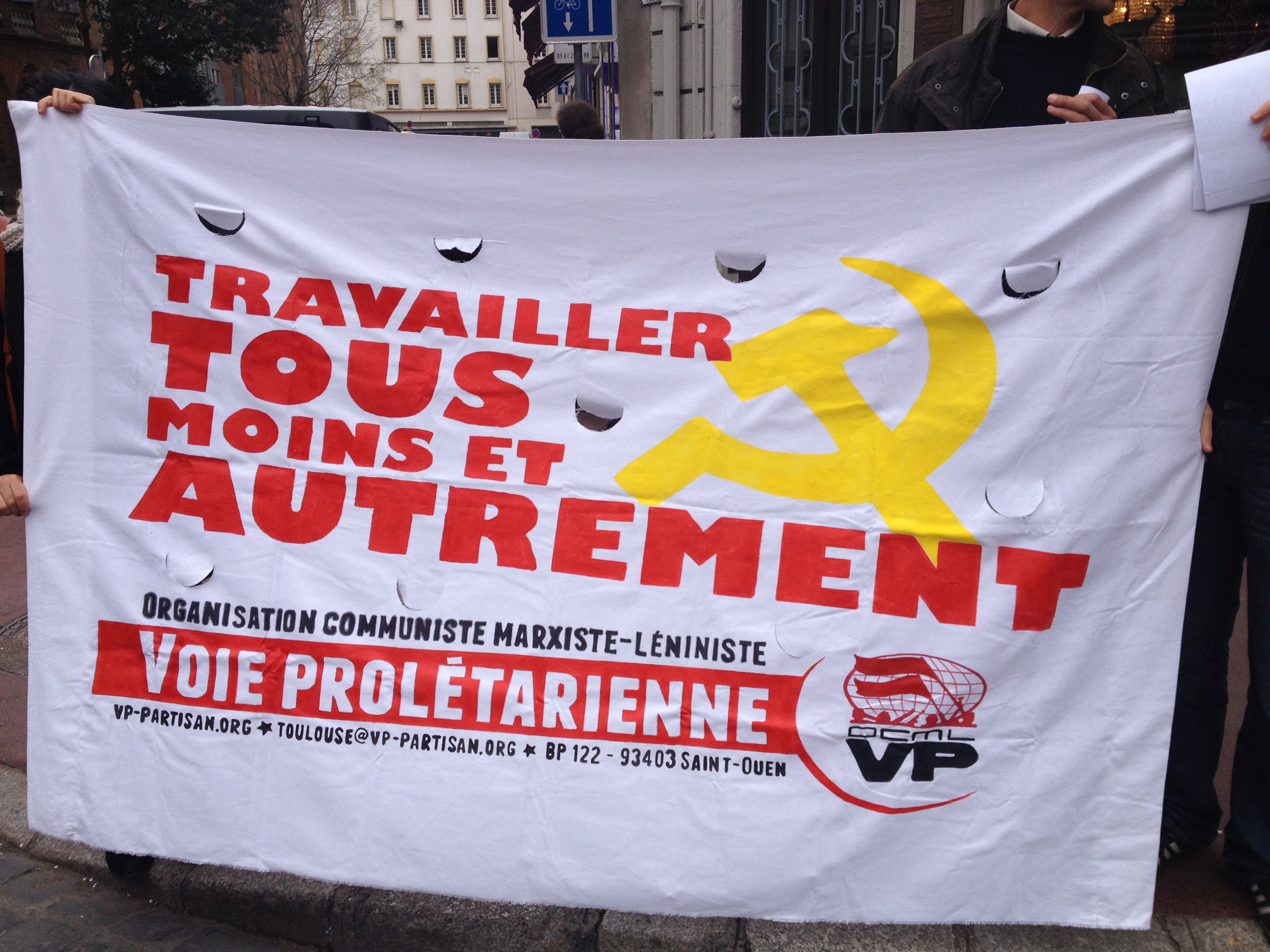
马列主义共产主义组织－无产阶级道路在一次游行中使用的旗帜

马列主义共产主义组织—无产阶级道路（法語：Organisation communiste marxiste-léniniste - Voie prolétarienne）是法国的一个共产主义组织。成立于1976年9月。自称马克思主义者、列宁主义者和毛主义者。 总部位于圣旺。是马列主义政党和组织国际会议 (国际通讯)成员。

## 起源
成立于1976年9月，但源于五月风暴的学生和工人运动。它吸收了各种先前解散的马克思列宁主义组织的激进分子，如无产阶级左翼。